# Hai kẻ đánh cắp Mặt Trăng
Hai kẻ đánh cắp Mặt Trăng (tiếng Ba Lan: O dwóch takich, co ukradli księżyc) là một bộ phim phiêu lưu - hài hước Ba Lan. Được thực hiện vào năm 1962, bộ phim lấy ý tưởng từ một câu chuyện cùng tên của nhà văn Kornel Makuszyński.
Mặc dù được nhiều thế hệ trẻ em Ba Lan biết đến như một tác phẩm điện ảnh hay nhất, nhưng phải đến năm 2000, bộ phim mới trở nên nổi tiếng trên toàn cầu bởi sự có mặt của hai diễn viên chính Lech Kaczyński và Jarosław Kaczyński - cặp song sinh sau này trở thành những nhà lãnh đạo hàng đầu của đất nước Ba Lan. Khi tham gia bộ phim, cả Lech và Jarosław đều mới chỉ 13 tuổi.

## Nội dung
Hai anh em sinh đôi, Jacek và Placek, khởi đầu là những cậu bé độc ác và lười biếng với sở thích chính là ăn, ăn bất cứ thứ gì, kể cả phấn và miếng bọt biển ở trường. Một ngày nọ, họ có ý tưởng đánh cắp Mặt Trăng; xét cho cùng, nó được làm bằng vàng.
"Nếu chúng ta đánh cắp mặt trăng, chúng ta sẽ không phải làm việc"
"Nhưng bây giờ chúng ta cũng không làm việc..."
"Nhưng sau đó chúng ta sẽ không phải làm việc một chút nào .
Sau một vài cuộc phiêu lưu nhỏ, họ đã đánh cắp được Mặt trăng. Ngay lập tức một nhóm cướp nhận ra những tên trộm nhỏ và bắt giữ họ. Cả hai giành lại tự do và một trong hai anh em sinh đôi nghĩ ra một kế hoạch để tiến vào "City of Gold". Kế hoạch thành công, nhưng khi bọn cướp cố gắng thu thập vàng, chính chúng lại biến thành vàng. Cặp song sinh trốn thoát và sau đó chạy về nhà và hứa sẽ giúp cha mẹ làm công việc nông dân.
Một phiên bản hoạt hình của bộ phim cũng được sản xuất vào năm 1984, với cốt truyện gần giống.
Bản nhạc của bộ phim hoạt hình năm 1984 có sự tham gia của nhóm nhạc rock nổi tiếng Ba Lan Lady Pank, được so sánh với sự tham gia của The Beatles trong  Tàu ngầm vàng , vì cả hai bộ phim đều được thiết kế để lăng xê các nhóm nhạc tham gia.

## Diễn viên
- Lech Kaczyński... Jacek
- Jarosław Kaczyński... Placek
- Helena Grossówna... mẹ
- Jadwiga Kuryluk... Julia Nieborak
- Danuta Mancewicz
- Maria Janecka
- Ludwik Benoit... cha
- Janusz Strachocki... Thị trưởng thành phố
- Tadeusz Wozniak... thầy giáo
- Bronislaw Darski... bác nông dân Barnaba
- Stanislaw Milski
- Waclaw Kowalski... thợ rèn trong thành phố

## Ê-kíp
- Âm nhạc: Adam Walaciński
- Dựng phim: Bogusław Lambach
- Chỉ đạo nghệ thuật: Anatol Radzinowicz
- Thiết kế trang phục: Alicja Waltos
- Giám đốc sản xuất: Franciszek Petersile